# Rania El-Mashat
Rania A. El-Mashat, née le 20 juin 1975, est une économiste et femme politique égyptienne qui a été ministre du Tourisme (en) du pays de 2018 à décembre 2019. Elle a auparavant occupé des postes de haut niveau au Fonds monétaire international à Washington et à la Banque centrale d'Égypte. Elle est ministre de la Coopération internationale depuis décembre 2019.

## Jeunesse
Rania El-Mashat, née au Caire, est la fille d'Abdel Monem El Mashat (en), professeur de sciences politiques à l'université du Caire et de Nagwa el-Attar, qui a travaillé à l'université Ain Shams,. Elle est diplômée de l'université américaine du Caire (AUC) en 1995 avec un baccalauréat ès arts en économie. Son père est nommé conseiller culturel et éducatif égyptien à l'ambassade égyptienne à Washington en 1995 ; Rania s'inscrit à l'université voisine du Maryland, où elle obtient sa maîtrise en 1998 et son doctorat en 2001,, spécialisé en économie internationale avec un accent mis sur la politique monétaire et la gestion de la dette publique.

## Carrière
Rania El-Mashat travaille comme économiste au Fonds monétaire international à Washington de juin 2001 à juillet 2005,. Quand elle entre au FMI, à 25 ans, elle est la plus jeune personne à y travailler,,. Elle s'implique notamment sur des programmes en Inde, au Vietnam et en Gambie.
En août 2005, elle retourne en Égypte à l'invitation du ministre de l'Investissement Mahmoud Mohieldin (en) pour aider à moderniser les systèmes et les opérations de la Banque centrale d'Égypte, ; elle est sous-gouverneur et chef du département de la politique monétaire jusqu'en mai 2016,,. Après la révolution de 2011, elle contribue à la construction et à la présentation du programme économique du nouveau gouvernement. Elle enseigne également l'économie à l'université américaine du Caire et siège aux conseils d'administration de la Bourse égyptienne, de la Banque internationale arabe et de l'Association économique du Moyen-Orient.
En août 2016, Rania El-Mashat retourne aux États-Unis, après avoir été nommée conseillère de l'économiste en chef du FMI, Maurice Obstfeld,. Elle déclare à propos de ce rôle : « Je pense que l'expérience que j'ai vécue a toujours été de surprendre les gens en étant une femme arabe capable ». En 2017, elle participe au panel « Investir dans la paix » du Forum économique mondial et est répertoriée comme l'un des 10 experts économiques dont la contribution est sollicitée pour une discussion sur « faire du monde un endroit plus juste ».
En janvier 2018, elle est nommée ministre du Tourisme par le Premier ministre Chérif Ismaïl, portant à six le nombre de femmes au sein du Cabinet,. Elle devient la première femme à occuper ce poste et la plus jeune ministre égyptienne. Dans ce rôle, elle supervise le Conseil de promotion du tourisme égyptien et l'Autorité de développement du tourisme. Elle déclare plus tard avoir été surprise de sa nomination, n'ayant pas compris au début que le président voulait que le secteur du tourisme « soit traité d'un point de vue économique », le tourisme représentant entre 15 et 20 % du PIB égyptien.
En octobre 2018, elle escorte la Première dame des États-Unis Melania Trump lors de sa visite aux pyramides de Gizeh, affirmant que cette visite transmet le message de « la sûreté et de la sécurité de l'Égypte au monde ». En janvier 2019, elle annonce que le Grand Musée égyptien sera lancé en 2020 et sera géré par le secteur privé dans le cadre du plan gouvernemental visant à abandonner la gestion de nombreux sites antiques. Ranie El-Mashat est l'un des six orateurs du Forum mondial du tourisme à Lucerne en mai 2019.
Elle défend l'égalité des sexes et l'importance de l'éducation, déclarant notamment : « À toutes les filles égyptiennes, continuez à investir dans votre éducation. Le monde est très compétitif et ce que vous savez est ce qui vous distingue des autres ».
Le 22 décembre 2019, elle succède à Sahar Nasr au poste de ministre de l'Investissement dans le gouvernement de Moustafa Madbouli.

## Prix et distinctions
Rania El-Mashat reçoit le Prix des Anciens distingués 2013 de l'université américaine du Caire (AUC). En 2014, le Forum économique mondial la nomme « Young Global Leader »,. En 2015, elle est nommée comme étant l'une des 50 femmes les plus influentes de l'économie égyptienne.